# D-Sub

Conectori D-Sub

D-Sub, abreviere pentru D-Subminiature, este un sistem de conectori ce a fost utilizat pe scară largă în sistemele informatice și în aplicațiile de procesare a datelor. Acest sistem de conectare este specificat pe plan internațional în IEC 807-2.

În funcție de aplicații și țară acest sistem de conectare se regăsește în diverse standarde, cum ar fi standardul militar american MIL-C-24308  sau în Germania în standardul DIN 41652. În cadrul standardelor ISO sunt specificate și variante individuale, cum ar fi ISO 4903 pentru DA-15 și ISO 2110 pentru DB-25.
Acest tip de conector a fost dezvoltat în 1952 de compania americană ITT Cannon, pe care l-au numit D-Subminiature datorită formei "D" și designului foarte mic. 
În prezent, conectorii D-Sub sunt din ce în ce mai puțin folosiți, fiind înlocuiți de USB, DisplayPort, FireWire etc. 

## Descriere
Conectorii D-sub variază în funcție de dimensiune și de configurația pinilor care permit conectarea unor echipamente periferice sau senzori și a magistralelor digitale de comunicație cu mai multe linii. Pinii unui conector D-sub sunt aranjați în cel puțin două și cel mult cinci rânduri paralele, numerotați de la dreapta la stânga. Spațiul dintre pini se numește densitatea conectorului. Cele trei densități ale conectorului D-sub sunt normale, înalte și duble. În standardul internațional DIN 41625, literele A până la E care urmează D, definesc numărul de pini: A = 15 pini, B = 25 pini, C = 37 pini, D = 50 pini, E = 9 pini. 
Cu toate acestea, acest model de denumire nu este întotdeauna urmat. Ulterior, la conectorii D-sub s-au adăugat pini în plus la dimensiunile originale. De exemplu DE-15 (cabluri VGA), are 15 pini în trei rânduri, într-o carcasă de dimensiune E (9 pini). Calculatoarele personale au utilizat mai întâi conectori DB-25 pentru porturile seriale și paralele, iar atunci când portul serial al PC-ului a început să utilizeze conectori cu 9 pini, au fost adesea etichetați ca DB-9 în locul conectorilor DE-9. De aceea, un conector DB-9 aproape întotdeauna se referă la un conector cu 9 pini cu carcasă de dimensiune E. 
Conectorii D-Sub sunt disponibili într-o gamă largă, modelele disponibile se deosebesc prin orientarea conexiunilor: orizontale, verticale și în unghi. Versiunile speciale asigură o conexiune ermetică, altele au integrat un filtru anti-interferențe sau sunt ecranate.
Conectorii D-Sub sunt disponibili în versiuni tată și mamă, atât soclurile, cât și mufele. Pentru conexiunile cablu-cablu sunt destinate perechile mufă-soclu cu terminale pentru lipirea cablului, cu o carcasă care asigură protecția conexiunii. O caracteristică importantă a conectorilor D-Sub o reprezintă echiparea carcasei cu un sistem de blocare a conexiunii care conține șuruburi și clichete de stabilizare a îmbinării mecanice a mufei și soclului și de prevenire a deconectării accidentale.
Cele mai diverse abrevieri ale conectorului D-Sub au fost DSUB, Sub-D, SUB-MIN-D, DE-9 (D-sub 9-pini), DB-25 (D-Sub 25-pini) (Half D-Sub 50-pini) etc.

### Versiuni
Versiunile tipice D-Sub sunt:
- DE-9 (RS-232): folosit frecvent pentru portul serial al unui computer, cât și pentru a conecta un joystick la o consolă de jocuri; a fost folosit pentru prima dată în consola Atari 2600 și apoi în Commodore, Amiga, Amstrad ș.a.[2]
- DB-15 (DA-15 și DE-15): conectori utilizați pe scară largă. DA-15, cu două rânduri, este portul de jocuri, iar DE-15 de dimensiuni mai mici, cu trei rânduri, de înaltă densitate, este portul VGA, SVGA și XGA (depășit în prezent de DV, HDMI și DisplayPort). A fost introdus pe calculatoare în 1986.[3]
- DB-19 (DE-19) : conexiune normală pentru monitoare și unități de disc, folosită pe calculatoarele Macintosh și NeXT. De asemenea, folosit pentru conexiuni de date ASCI pe unele computere Atari.
- DB-25: folosit pentru conexiuni de port paralel. Conectorul DB-25 de pe PC-uri servește drept conector port LPT paralel (în prezent depășit prin USB). DB-25 a fost utilizat pe scară largă pentru portul de imprimantă.
- DA-26: conector de 26 pini, similar cu VGA de 15 pini.
- DA-31
- DC-37: utilizat în unele carduri de rețea Cisco, Nortel, SMC. De asemenea, utilizat în diferite modele de senzori, întrerupătoare, antene de satelit, sisteme de control, hardware video, sisteme de control al securității etc.
- DB-44 IDC: acest conector este utilizat pentru HDD-ul de 2.5 IDE de notebook-uri. Pinii 1-40 sunt aceiași ca și la conectorul IDE/ATA cu 40 de pini, dar distanța dintre pini este mai mică.

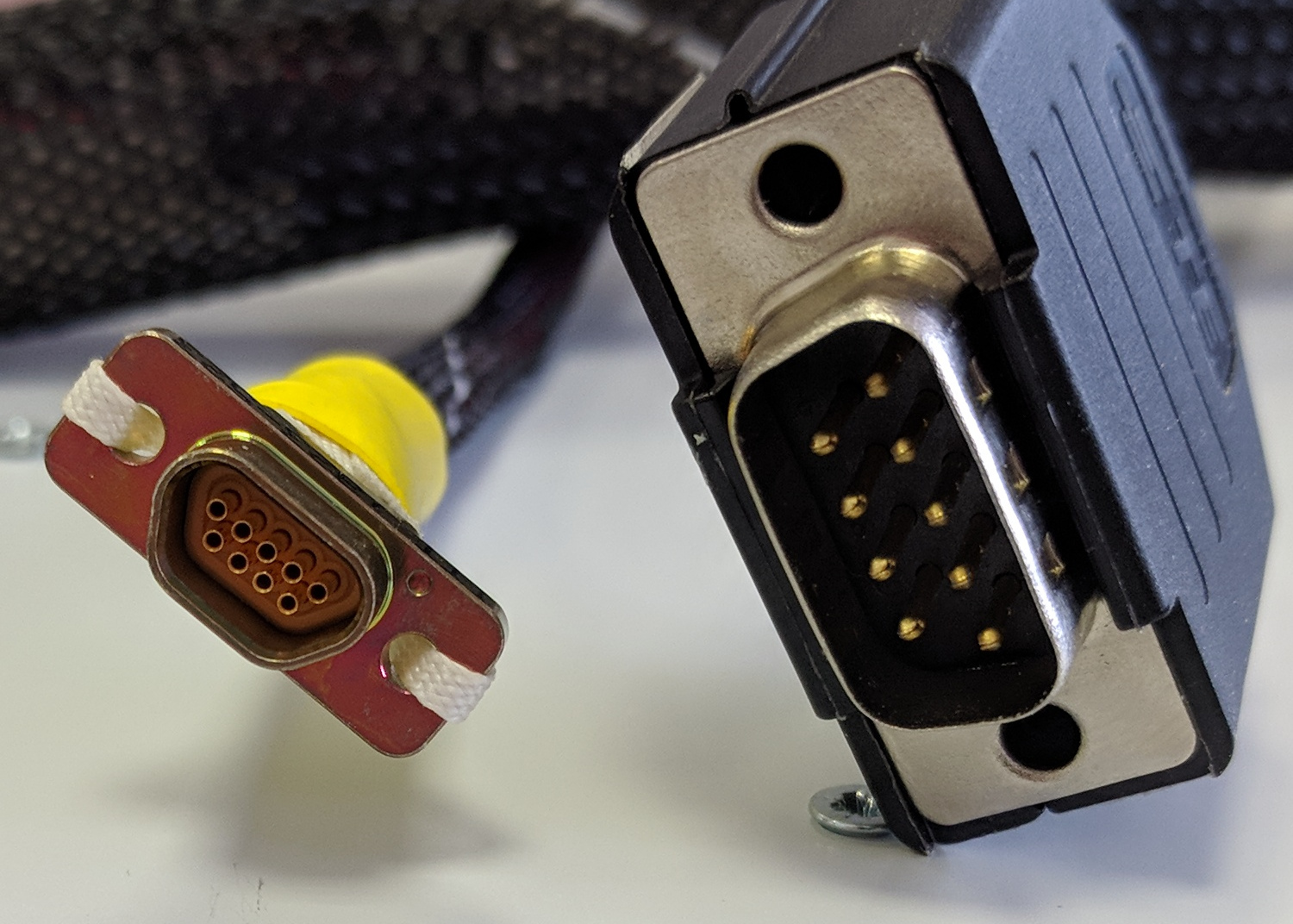
Conector Micro-D și DE-9

- DD-50: conexiuni SCSI
- DB-52
- DC-62
- DD-78
- DC-79
- DD-100
- DF-104 [4][5]

## Micro-D
Este un tip mai mic de conector derivat din D-sub. Are aproximativ jumătate din lungimea unui D-sub și aplicația sa principală este tehnologia spațială.

## Imagini

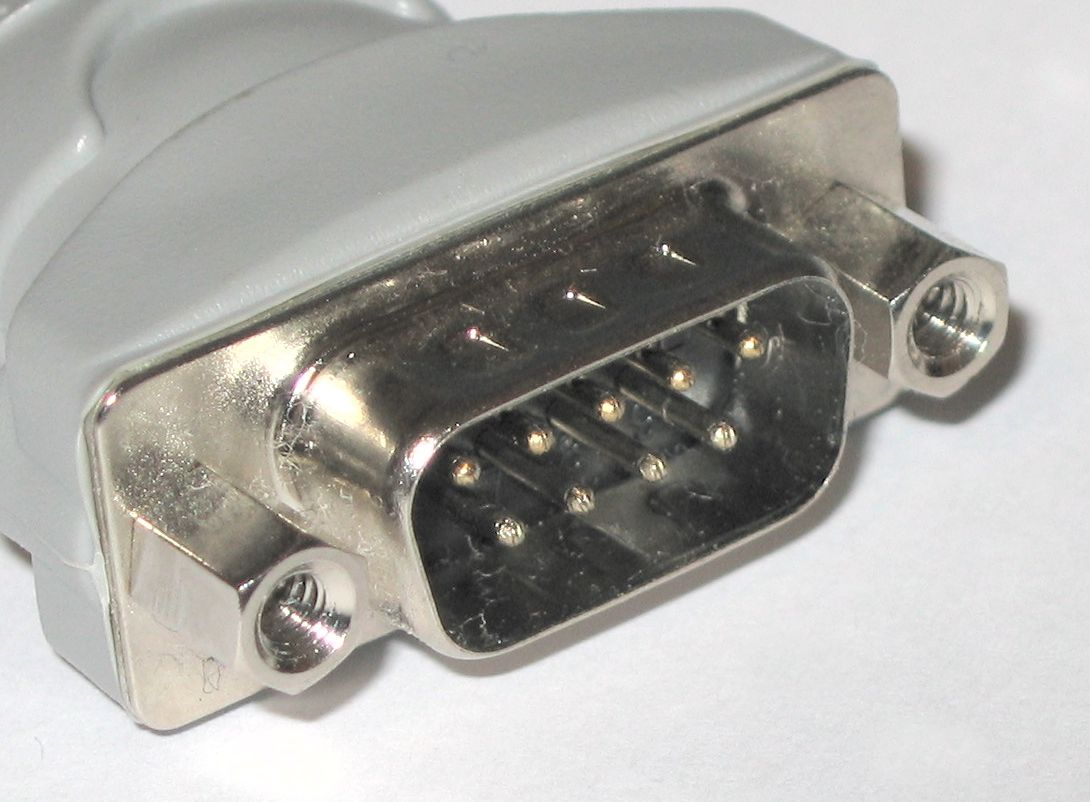
Conector DE-9 (9 pini)
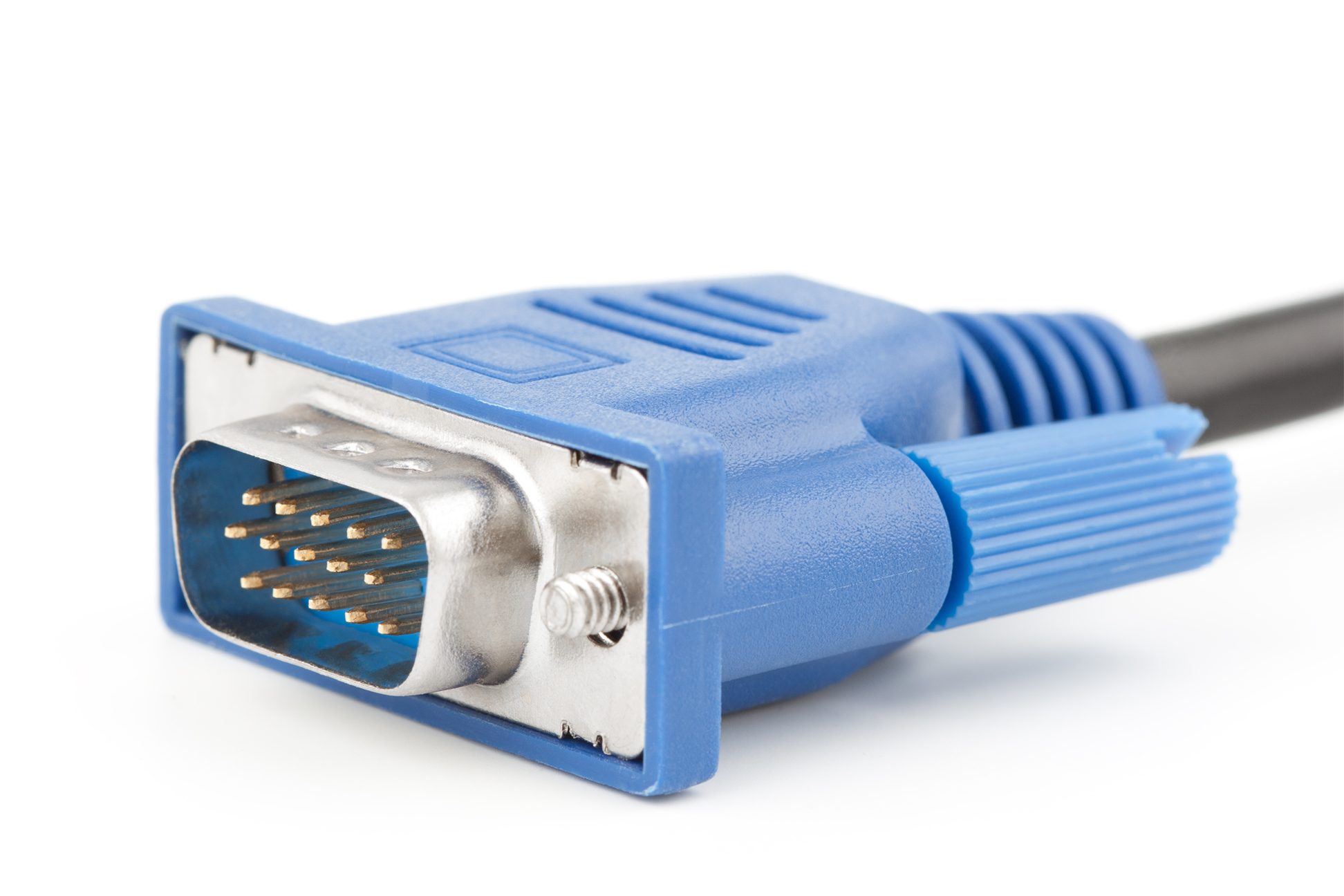
Conector DE-15 tată, port VGA, SVGA
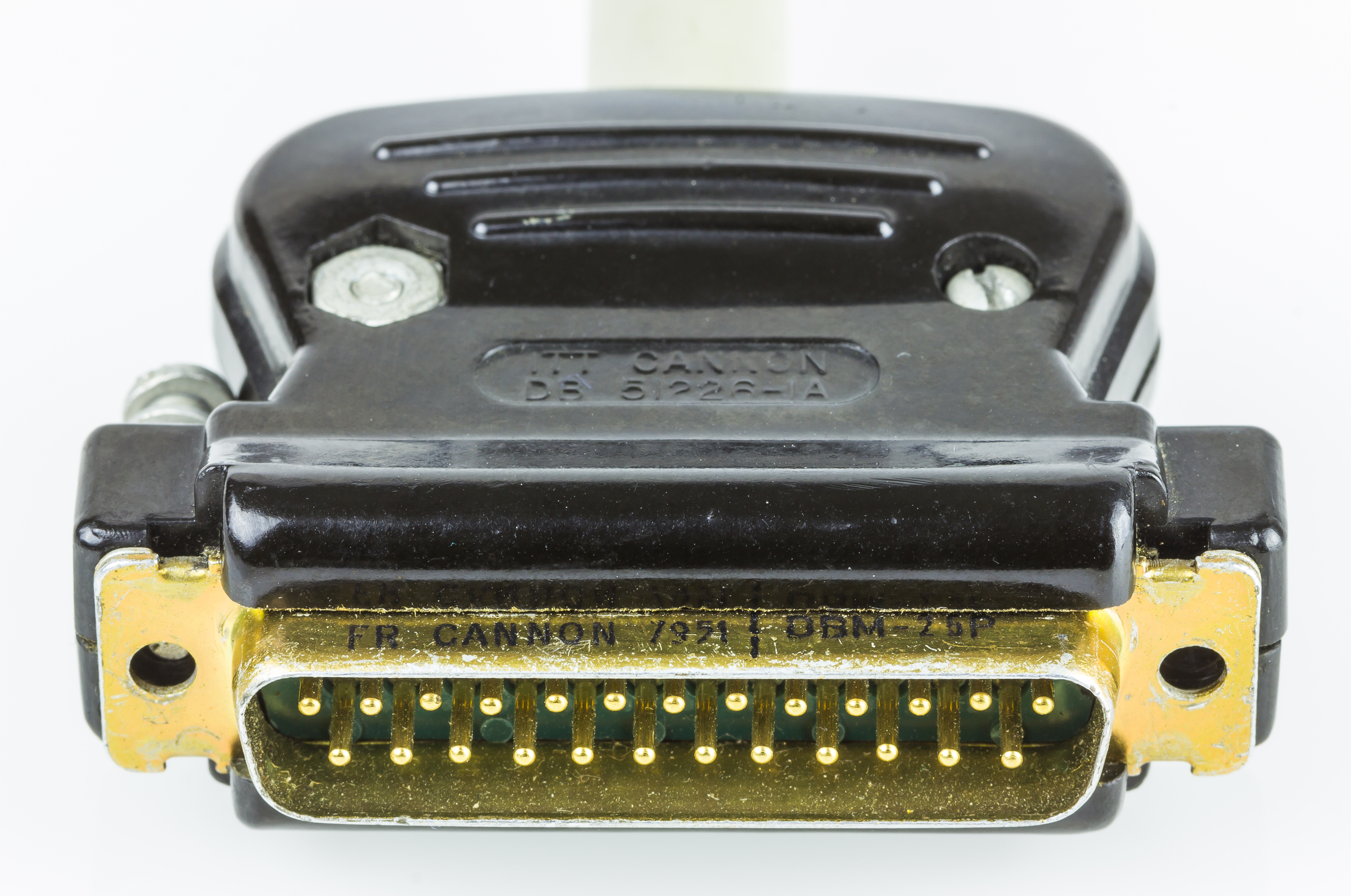
ITT Cannon DB-25
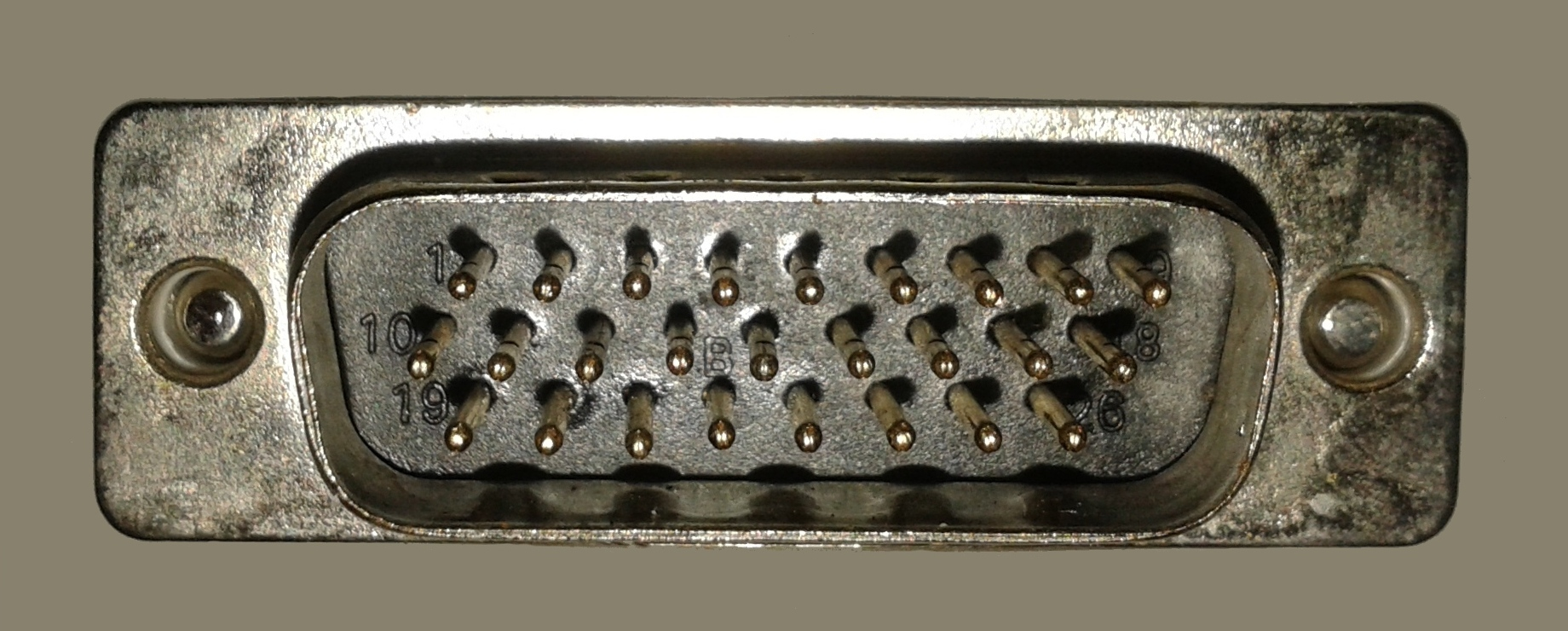
Conector  DA-26
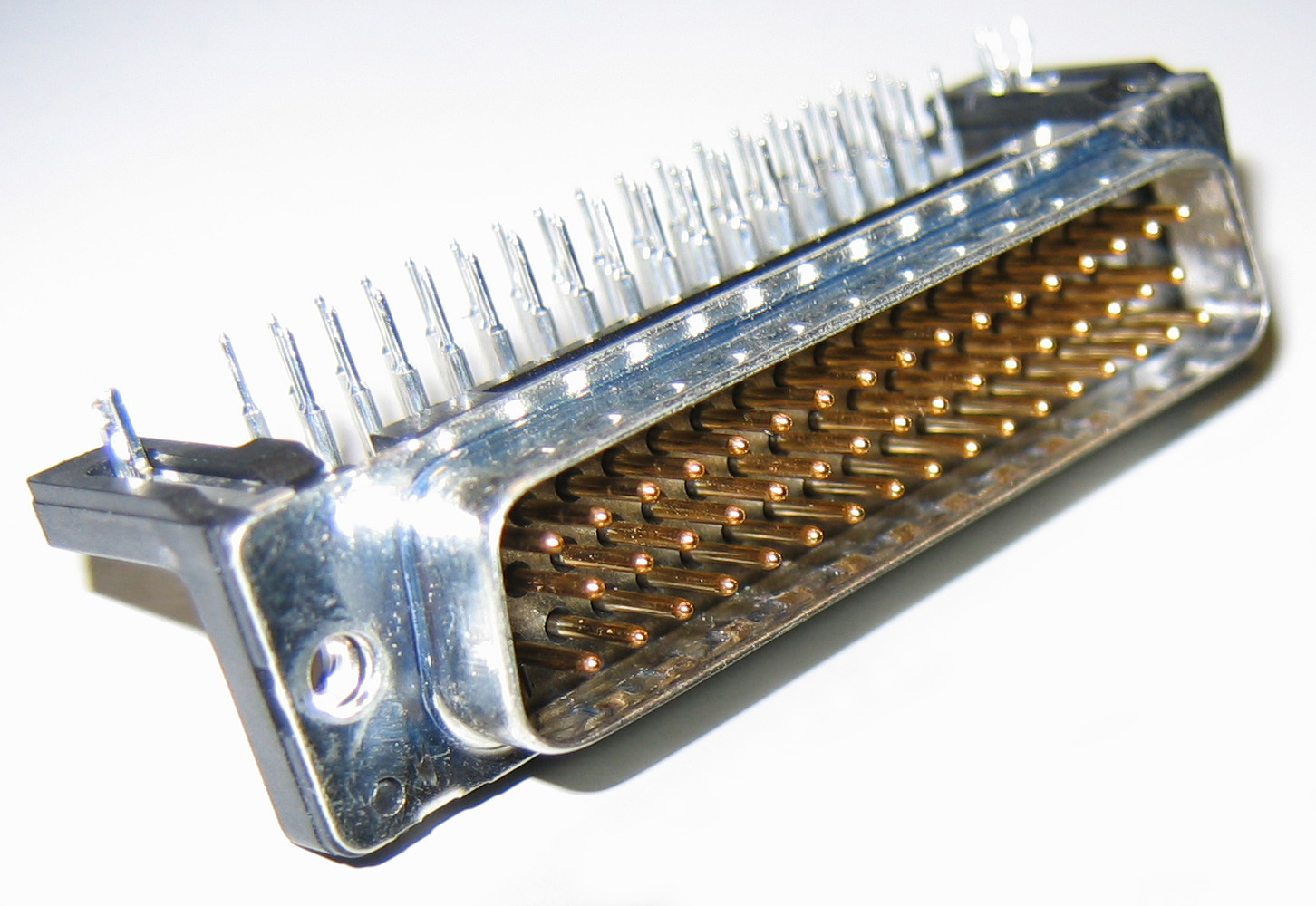
Conector DD-50